# Michèle Pialat
Michèle Laurence Jeanne Pialat (20 giugno 1942 – 19 settembre 2021) è stata una nuotatrice francese, che ha partecipato alle Olimpiadi di Roma 1960, gareggiando nei 200m rana e nella Staffetta 4x100m mista.